# Gatto colourpoint
Con il termine colourpoint si intende la tipica colorazione a motivo siamese di alcune razze feline.

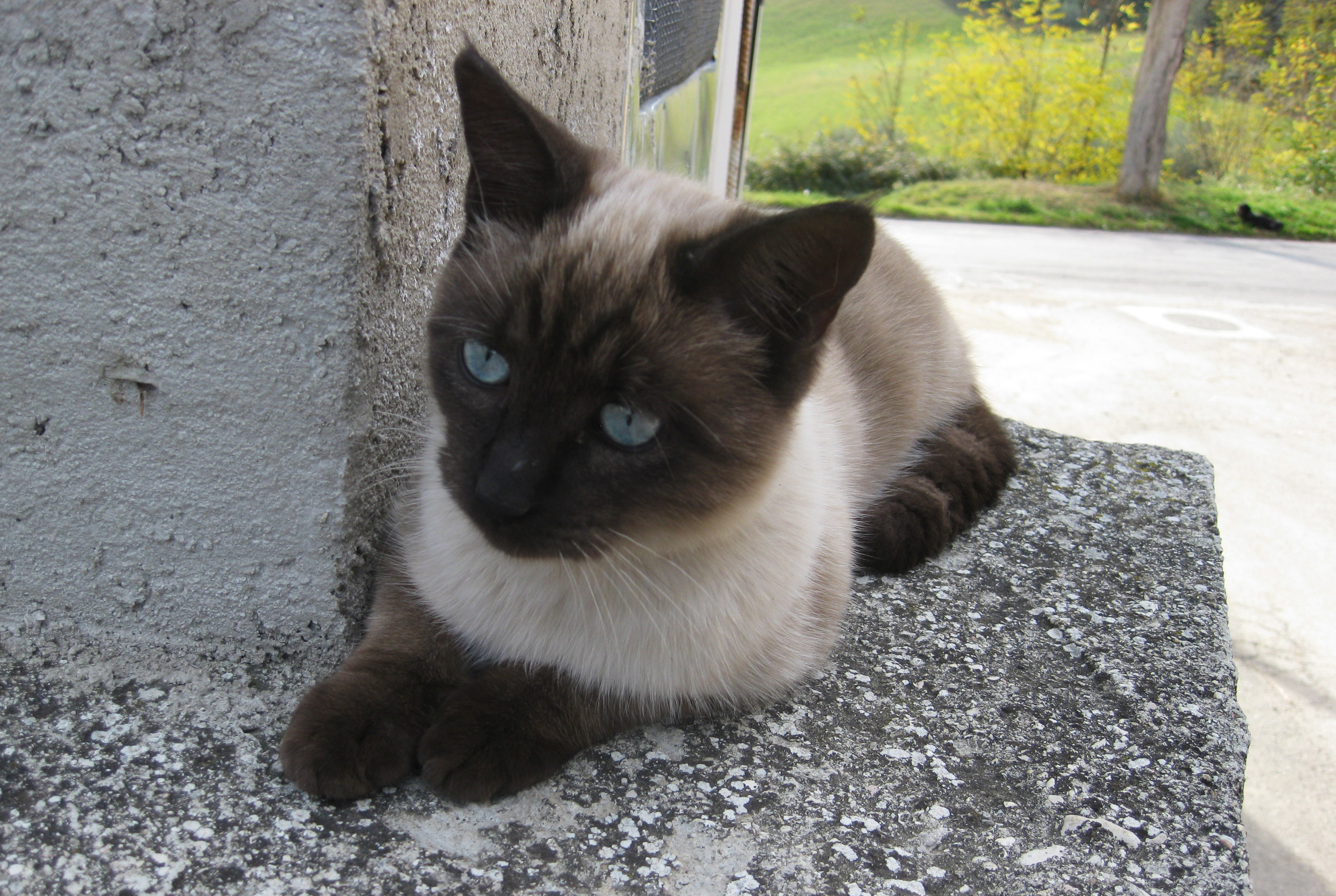
Gatto colourpoint.

## Etimologia
Dall'inglese colour (colore) e point (punta) vuol dire punte colorate. Le punte sono quelle del corpo e vale a dire: muso; orecchie; zampe; coda; genitali nel caso dei gatti maschi.

## Storia
I tentativi di creare una razza che abbinasse alle tipiche e simpatiche marcature del gatto Siamese la ricca pelliccia dei Persiani risalgono alla prima metà del '900. I primi risultati degli accoppiamenti fra Siamesi e Persiani effettuati in varie nazioni europee e soprattutto negli Stati Uniti d'America, non diedero risultati soddisfacenti, perché si stentava ad imporre all'elegante corporatura del Siamese un folto mantello. Dopo il secondo conflitto mondiale la selezione diede migliori risultati, soprattutto in Inghilterra, anche perché ci si orientò a trasferire le caratteristiche del Siamese sulla struttura del Persiano, al posto di puntare all'ottenimento del mantello del Persiano sulla corporatura del Siamese, cioè con muso, orecchie, zampe e coda focati di scuro. I colourpoint vennero presentati al pubblico ufficialmente nel 1955, anno nel quale furono riconosciuti dalle federazione feline inglese e statunitense.
Il responsabile di questa particolare colorazione è il gene Himalaiano. Per tale motivo spesso si usa dire Gatto Himalaiano per identificare un gatto colourpoint.
Il pelo si colora principalmente nelle zone più fredde del corpo (appunto i points), mentre nelle zone più calde (come ad esempio la pancia) tende a rimanere più chiaro. Le zone chiare non sono di un bianco puro, ma appaiono scolorite e della stessa tonalità dei points.
Questo gene agisce sul pelo in crescita. Per tale motivo i cuccioli nascono bianchi in quanto nella pancia della madre si trovano ad un'alta temperatura costante su tutto il corpo. Dopo la nascita le zone che si colorano per prime, contemporaneamente alla crescita del pelo nuovo, sono quelle più esposte alla temperatura esterna: le punte delle orecchie.
Alla prima settimana di vita anche la coda e le zampe prendono una sfumatura leggera colorata. La colorazione perfetta e completa in assoluto si ha a due anni di vita del gatto e dopo aver superato almeno una stagione invernale.
La fama dei persiani Colourpoint è quella di essere tra tutti i persiani quelli più vivaci, una caratteristica che deriva dall'incrocio con il gatto siamese.

## Il muso del gatto colourpoint
La distribuzione del colore sul muso del gatto colourpoint ha una forma romboidale, chiamata maschera che si stacca nettamente dal colore delle orecchie.
Il gene Himalaiano responsabile dello schiarimento del colore sul corpo agisce anche sul colore degli occhi. Essi assumono il colore azzurro o blu a seconda della razza. I Siamesi hanno gli occhi di un blu profondo, seguiti da altre razze come il Sacro di Birmania, Ragdoll ecc.

## Razze feline colourpoint
- A pelo corto: siamese; thai; tonkinese; esotico; british; Cornish Rex; sphynx.
- A pelo semilungo: sacro di Birmania; ragdoll; Balinese; siberiano (neva masquerade); Angora Turco (variante riconosciuta solo in alcune associazioni); American Curl.
- A pelo lungo Persiano nella variante colourpoint (himalaiano).